# Antun Vakanović

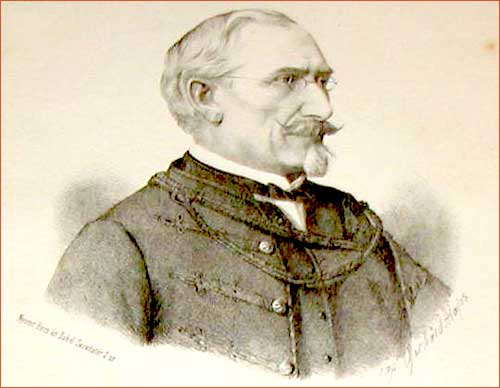
Antun Vakanović

Antun Vakanović (deutsch: Anton von Vakanovich; * 21. Januar 1808 in Hrvatska Kostajnica; † 24. März 1894 in Agram) war ein kroatischer Politiker. Er war vom 17. Februar 1872 bis 20. September 1873 geschäftsführender Ban von Kroatien.

## Leben
Vakanović war Sohn eines Majors des 2. Banal-Grenzinfanterieregiment Nr. 11. Er besuchte das Gymnasium in Agram und absolvierte in der Folge ein Philosophiestudium in Pest sowie anschließend die Agramer Rechtsakadademie. Er war einer der Initiatoren und herausragenden Vertreter der Illyrischen Bewegung und veröffentlichte 1833 unter dem Pseudonym Domoljúb Horvatovič die nationale Verteidigungsschrift Sollen wir Magyaren werden? Ab 1847 hatte er die Stelle eines Kammerfiskals in Fiume inne. 1856 wurde er von Fiume nach Agram auf den Posten eines Finanzprokurators versetzt. 1861 war er Abgeordneter der Partei der Unionisten, die eine Verständigung mit Ungarn suchten. 1867 wurde er Präsident des kroatischen Sabor. Im selben Jahr wurde er zum Präsidenten des Parlamentsausschusses bestimmt, der den Ungarisch-Kroatischen Ausgleich vereinbarte. 1870 wurde er Träger des Komturkreuzes des Franz-Joseph-Ordens (mit Stern). 1872 bis 1873 war er geschäftsführender Ban von Kroatien und trat dann in den Ruhestand.